# Ottawan
Ottawan ist eine französische Discoband, die besonders in den Jahren 1980 und 1981 Erfolg hatte. 1979 wurde die Gruppe von dem aus der Karibik (Guadeloupe) stammenden Jean Patrick unter Leitung des französischen Produzententeams Daniel Vangarde und Jean Kluger gegründet. Die Gruppe spielte zunächst sehr eingängige Popmusik mit leichten karibischen Anklängen ein.

## Karriere
Jean Patrick lebte seit den 1960er Jahren in Paris und war bereits im Musikgeschäft tätig, als er die ebenfalls aus der Karibik stammende Annette kennenlernte, die sich 1976 ebenfalls in Paris niedergelassen hatte. Mit ihr zusammen trat er zunächst unter dem Namen „Black Underground“ auf, danach erfolgte die Umbenennung in „Ottawan“.
Mit dem Titel D. I. S. C. O. wurde das Duo im Frühjahr 1980 allgemein bekannt. Es ist eine Abkürzung für wechselnde Eigenschaften einer Frau. Die englischsprachige Fassung stieg in Deutschland, Österreich, der Schweiz, Niederlande und Großbritannien in die Top 5 der Hitparade.
Kurz darauf platzierte sich auch der Titel You’re OK in den französischen, deutschen und britischen Charts. Im darauffolgenden Jahr hatte Ottawan in Europa mit der englischen Fassung von Hands Up (Give Me Your Heart) noch einen großen Hit. Das Lied schaffte, wie zuvor schon D. I. S. C. O., den Sprung in die Top 5 der deutschen, österreichischen, niederländischen, Schweizer und britischen Hitparade.
Danach ging das Interesse am Ottawan-Sound zurück, sodass die Singles Crazy Music und Help! (Get Me Some Help) nur noch kleine Hits wurden. Nach einem neuen Versuch als Nachfolge-Duo unter dem Namen „Pam ’n Pat“ trennten sich die beiden Protagonisten 1982.
In späteren Jahren tourten drei verschiedene Gruppierungen durch die Welt, die unter dem Bandnamen Ottawan auftraten: Eine in der Besetzung Esther de Bijl und Robert Walker, eine Besetzung mit L. A. Williams und Nicole Meister seitens des Namensrechteinhabers Wilhelm van den Munckhof, sowie die Besetzung des Originalsängers Patrick Jean-Baptiste, ergänzt um eine Sängerin.
Die Rechte der Erfinder und Produzenten von Ottawan liegen seit 1981 bei Zagora Productions in Frankreich, deren Eigentümer sind die Produzenten Daniel Vangarde und Jean Kluger.

## Diskografie

### Studioalben
| Jahr | Titel Musiklabel       | Höchstplatzierung, Gesamtwochen, AuszeichnungChartplatzierungen (Jahr, Titel, Musiklabel, Platzierungen, Wochen, Auszeichnungen, Anmerkungen) | Höchstplatzierung, Gesamtwochen, AuszeichnungChartplatzierungen (Jahr, Titel, Musiklabel, Platzierungen, Wochen, Auszeichnungen, Anmerkungen) | Höchstplatzierung, Gesamtwochen, AuszeichnungChartplatzierungen (Jahr, Titel, Musiklabel, Platzierungen, Wochen, Auszeichnungen, Anmerkungen) | Höchstplatzierung, Gesamtwochen, AuszeichnungChartplatzierungen (Jahr, Titel, Musiklabel, Platzierungen, Wochen, Auszeichnungen, Anmerkungen) | Anmerkungen                                                |
| Jahr | Titel Musiklabel       | DE | AT | CH | UK | Anmerkungen                                                |
| ---- | ---------------------- | --- | --- | --- | --- | ---------------------------------------------------------- |
| 1980 | D. I. S. C. O. Carrere | DE30 (13 Wo.)DE | — | — | — | Erstveröffentlichung: Juli 1980 Produzent: Daniel Vangarde |
| 1981 | Ottawan 2 Carrere      | — | AT18 (2 Wo.)AT | — | — | Erstveröffentlichung: Juli 1981 Produzent: Daniel Vangarde |

grau schraffiert: keine Chartdaten aus diesem Jahr verfügbar

### Kompilationen
- 1981: The Best of Ottawan (Carrere)
- 1988: D. I. S. C. O. (Polyphon)
- 1996: Greatest Hits (Disky)
- 1998: D. I. S. C. O. (LaserLight Digital)
- 2005: D. I. S. C. O. (LaserLight Digital)

### Singles
| Jahr | Titel Album                             | Höchstplatzierung, Gesamtwochen, AuszeichnungChartplatzierungen (Jahr, Titel, Album, Platzierungen, Wochen, Auszeichnungen, Anmerkungen) | Höchstplatzierung, Gesamtwochen, AuszeichnungChartplatzierungen (Jahr, Titel, Album, Platzierungen, Wochen, Auszeichnungen, Anmerkungen) | Höchstplatzierung, Gesamtwochen, AuszeichnungChartplatzierungen (Jahr, Titel, Album, Platzierungen, Wochen, Auszeichnungen, Anmerkungen) | Höchstplatzierung, Gesamtwochen, AuszeichnungChartplatzierungen (Jahr, Titel, Album, Platzierungen, Wochen, Auszeichnungen, Anmerkungen) | Anmerkungen                                                                           |
| Jahr | Titel Album                             | DE | AT | CH | UK | Anmerkungen                                                                           |
| ---- | --------------------------------------- | --- | --- | --- | --- | ------------------------------------------------------------------------------------- |
| 1979 | D. I. S. C. O.                          | DE2 (34 Wo.)DE | AT4 (16 Wo.)AT | CH5 (9 Wo.)CH | UK2 Gold · (18 Wo.)UK | Erstveröffentlichung: 1. Oktober 1979 Autoren: Daniel Vangarde, Jean Kluger           |
| 1980 | You’re Ok D. I. S. C. O.                | DE17 (20 Wo.)DE | — | — | UK56 (6 Wo.)UK | Erstveröffentlichung: 4. Mai 1980 Autoren: Daniel Vangarde, Jean Kluger, Nelly Byl    |
| 1980 | Shalala Song D. I. S. C. O.             | DE73 (1 Wo.)DE | — | — | — | Erstveröffentlichung: 4. November 1980 Autoren: Daniel Vangarde, Nelly Byl            |
| 1981 | Hands Up (Give Me Your Heart) Ottawan 2 | DE2 (28 Wo.)DE | AT3 (14 Wo.)AT | CH4 (8 Wo.)CH | UK3 Silber · (15 Wo.)UK | Erstveröffentlichung: 3. März 1981 Autoren: Daniel Vangarde, Jean Kluger, Nelly Byl   |
| 1981 | Crazy Music Ottawan 2                   | DE26 (11 Wo.)DE | AT19 (6 Wo.)AT | — | — | Erstveröffentlichung: 5. August 1981 Autoren: Daniel Vangarde, Jean Kluger, Nelly Byl |
| 1981 | Help! (Get Me Some Help) D. I. S. C. O. | — | — | — | UK49 (6 Wo.)UK | Erstveröffentlichung: November 1981 Autoren: Daniel Vangarde, Nelly Byl               |

Weitere Singles
- 1980: Hello Rio!
- 1981: It’s a Top Secret
- 1989: Megamix
- 1996: Hands Up (Hands in the Air Mix) (Remix: Alex Greggs)

## Auszeichnungen für Musikverkäufe
| Goldene Schallplatte - Frankreich - 1979: für die Single D.I.S.C.O. - Neuseeland - 1982: für die Single Hands Up (Give Me Your Heart) |

Anmerkung: Auszeichnungen in Ländern aus den Charttabellen bzw. Chartboxen sind in ebendiesen zu finden.
| Land/RegionAuszeichnungen für Musikverkäufe (Land/Region, Auszeichnungen, Verkäufe, Quellen) | Silber  | Gold     | Platin | Verkäufe | Quellen         |
| -------------------------------------------------------------------------------------------- | ------- | -------- | ------ | -------- | --------------- |
| Frankreich (SNEP)                                                                            | —       | Gold1    | —      | 500.000  | infodisc.fr     |
| Neuseeland (RMNZ)                                                                            | —       | Gold1    | —      | 10.000   | Einzelnachweise |
| Vereinigtes Königreich (BPI)                                                                 | Silber1 | Gold1    | —      | 750.000  | bpi.co.uk       |
| Insgesamt                                                                                    | Silber1 | 3× Gold3 | —      |          |                 |